# Le Forum, la nuit
Le Forum, la nuit est une esquisse de jeunesse du peintre français Jean-Léon Gérôme. C’est une peinture à l'huile sur bois de format ovale de 46 × 38 cm et réalisée en 1842. Elle fait partie de la collection non-exposée du Musée des Beaux-Arts de Reims à la suite d’un legs d’Henry Vasnier en 1907.
La toile représente une scène de nuit du forum antique romain.
Au pied d’une grande colonne (la colonne de Phocas) se trouve une charrette avec deux bœufs attachés par les cornes. Derrière se trouvent des maisons et la rangée de colonnes du temple de Saturne.
La toile est signée en bas à gauche dans l’herbe devant la tête du bœuf : J. L. Gérome / 1842 sur deux lignes. En haut à droite en dehors du sujet est noté Esquisse / donnée à / Mrs Nepveu.